# (416) Vaticana
(416) Vaticana est un astéroïde de la ceinture principale découvert par Auguste Charlois le 4 mai 1896.
L’astéroïde est nommé d’après la colline du Vatican sur la rive droite du Tibre près de Rome, qui a également donné son nom à l'État du Vatican.